# Scioa occidentale
Lo Scioa occidentale (in amarico ምዕራብ ሸዋ, Məʿərabə Šäwa) è una delle zone amministrative in cui è suddivisa la Regione di Oromia in Etiopia.

## Woreda
La zona è composta da 23 woreda:
1. Abuna Ginde Beret
2. Adda Berga
3. Ambo town
4. Ambo Zuria
5. Bako Tibe
6. Cheliya
7. Cobi
8. Dano
9. Dendi
10. Ejere /Addis Alem
11. Ejersa Lafo
12. Ginde Beret
13. Ifata
14. Illu Galan
15. Jeldu
16. Jibat
17. Liban Jawi
18. Meta Robi
19. Meta Walkite
20. Mida Kegn
21. Nono
22. Tikur Enchini
23. Toke Kutaye